# Convergència de variables aleatòries
En teoria de la probabilitat, l'estudi de la convergència de variables aleatòries és fonamental, tant per la seva riquesa matemàtica (lleis dels grans nombres, teorema del límit central, llei del logaritme iterat, etc.) com per les seves aplicacions a l'Estadística. En aquest article s'estudien les convergències més habituals: en distribució o llei, en probabilitat, quasi segura i en mitjana d'ordre {\displaystyle p}. La referència general d'aquesta pàgina és Serfling on es troben les demostracions o les referències corresponents, i nombrosos exemples i contraexemples.

## Convergència en distribució o llei

### Introducció
Des d'un punt de vista aplicat, la convergència en distribució és important perquè permet aproximar una probabilitat del tipus {\displaystyle P(Y\in B)}, relativa a una variable aleatòria {\displaystyle Y}, per {\displaystyle P(X\in B)}, més senzilla de calcular, on {\displaystyle X} és una altra variable aleatòria {\displaystyle X}. El cas més important és el teorema central del límit, on les probabilitats relatives a una suma de variables aleatòries independents amb variància finita es poden calcular aproximadament mitjançant una variable normal. Veurem un exemple d'una altra aproximació clàssica, on la distribució de Poisson s'utilitza per aproximar una distribució binomial.
Exemple. Llencem dos daus 100 cops. Volem calcular la probabilitat d'obtenir 3 o menys vegades un doble 6 (si voleu, vegeu la pàgina variable aleatòria per la modelització i el càlcul de les probabilitats relacionades amb el llançament de dos daus). La probabilitat d'obtenir un doble 6 és 1/36 ≈0'028. Designem per {\displaystyle Y} la variable aleatòria que compta el nombre de vegades que obtenim un doble 6 en llançar 100 cops dos daus, que té una distribució binomial de paràmetres {\displaystyle n=100} i {\displaystyle p=0'028}: {\displaystyle Y\sim B(100,0'028)}. Volem calcular {\displaystyle P(Y\leq 3)} : {\displaystyle P(Y\leq 3)=\sum _{j=0}^{3}{\binom {100}{j}}0'028^{j}\,0'972^{100-j}\approx 0'6926.\quad (*)}D'altra banda, després veurem que una distribució binomial {\displaystyle B(n,p)} amb {\displaystyle n} gran, {\displaystyle p} petita, i {\displaystyle np} petita respecte a {\displaystyle n}, es pot aproximar raonablement bé per una distribució de Poisson de paràmetre {\displaystyle \lambda =np} ; en el nostre cas, tenim que {\displaystyle \lambda =100\cdot 0'028=2'8.} Sigui {\displaystyle X} una variable de Poisson de paràmetre {\displaystyle \lambda =2'8}, és a dir, {\displaystyle X\sim Poiss(2'8)}. Aleshores, {\displaystyle P(Y\leq 3)\approx P(X\leq 3)=\sum _{j=0}^{3}e^{-2'8}\,{\frac {2'8^{j}}{j!}}=e^{-2'8}\,\sum _{j=0}^{2}{\frac {2'8^{j}}{j!}}=0'6919.\qquad (**)}Com veiem, (*) i (**) són és molt semblants. Però l'expressió de (**) és molt més senzilla de calcular que la de (*).
Nota. La probabilitat (**) també pot calcular-se de manera molt ràpida utilitzant la relació entre la distribució de Poisson i la distribució {\displaystyle \chi ^{2}} : {\displaystyle P(X\leq 3)=P(\chi _{2(3+1)}^{2}>2\cdot 2'8)=P(\chi _{8}^{2}>5'6)=0'6919,}on {\displaystyle \chi _{8}^{2}} és una variable {\displaystyle \chi ^{2}} amb 9 graus de llibertat.

### Primera definició
Considerem una successió de variables aleatòries {\displaystyle X_{1},X_{2},\dots } i sigui {\displaystyle X} una altra variable aleatòria, amb funcions de distribució {\displaystyle F_{1},F_{2},\dots } i {\displaystyle F} respectivament. Es diu que la successió convergeix en distribució (o llei) a {\displaystyle X} si {\displaystyle \lim _{n\to \infty }F_{n}(t)=F(t),\quad {\text{en tot punt}}\ t\ {\text{on}}\ F\ {\text{és contínua}}.\qquad (1)}S'escriu {\displaystyle \lim _{n\to \infty }X_{n}=X,\ {\text{en distribució (o en llei)}}.}També s'utilitza la notació {\displaystyle X_{n}\mathrel {\mathop {\longrightarrow } \limits _{n\to \infty }^{\mathcal {D}}} X\quad {\text{o}}\quad X_{n}\mathrel {\mathop {\longrightarrow } \limits ^{\mathcal {D}}} X,\ {\text{o expressions similars.}}}

### Comentaris
1. Atès que la propietat (1) només depèn de les funcions de distribució, els espais de probabilitat on estan definides les variables no tenen cap paper; de fet, ni cal que les variables estiguin definides en el mateix espai de probabilitat. A vegades, si la distribució del límit és d'un tipus conegut, per exemple, si és una llei normal de mitjana {\displaystyle \mu } i variància {\displaystyle \sigma ^{2}} s'escriu {\displaystyle X_{n}\mathrel {\mathop {\longrightarrow } \limits ^{\mathcal {D}}} {\mathcal {N}}(\mu ,\sigma ^{2}).}Això fa que algunes propietats de la convergència en llei semblin antiintuïtives; per exemple, com comentarem més endavant, el límit no és únic, només ho és la seva distribució.

Figura 1. Funció de distribució d'una variable aleatòria constant igual a 0

Figura 2. Funció de distribució d'una variable aleatòria constant igual a 1/n

2. Malgrat el comentari anterior, per simplificar l'exposició, suposarem que totes les variables estan definides al mateix espai {\displaystyle (\Omega ,{\mathcal {A}},P)}. La propietat (1) equival a que per tot punt {\displaystyle t} on {\displaystyle F} sigui contínua, {\displaystyle \lim _{n\to \infty }P(X_{n}\leq t)=P(X\leq t),} o, escrit d'una altra manera, {\displaystyle \lim _{n\to \infty }P{\big (}X_{n}\in (-\infty ,t]{\big )}=P{\big (}X\in (-\infty ,t]{\big )}.} L'objectiu de la convergència en llei és donar condicions per poder aproximar les probabilitats relatives a {\displaystyle X_{n}}, del tipus {\displaystyle P(X_{n}\in B)}, per probabilitats {\displaystyle P(X\in B)}, les quals se suposa que són més fàcils de calcular. Però demanar que {\displaystyle \lim _{n}P(X_{n}\in B)=P(X\in B)} per tot conjunt borelià {\displaystyle B} és massa exigent, com es veu en el següent exemple. Sigui {\displaystyle X_{n}=1/n} (variable degenerada en 1/n) i {\displaystyle X=0} (variable degenerada en 0) ; sembla molt clar que {\displaystyle X_{n}} hauria de convergir a {\displaystyle X}, però si considerem el conjunt {\displaystyle B=\{0\}}, tenim que {\displaystyle {\text{per tot}}\ n\geq 1,P(X_{n}\in B)=0,\ {\text{però}}\ P(X\in B)=1.} En canvi, aquesta successió sí que compleix la propietat (1). En efecte, la funció de distribució de {\displaystyle F} és {\displaystyle F(t)={\begin{cases}0,&{\text{si}}\ t<0,\\1,&{\text{si}}\ t\geq 0.\end{cases}}}i, per tant, {\displaystyle F} no és contínua en {\displaystyle t=0} Vegeu la Figura 1. D'altra banda, {\displaystyle F_{n}(t)={\begin{cases}0,&{\text{si}}\ t<{\frac {1}{n}},\\1,&{\text{si}}\ t\geq {\frac {1}{n}}.\end{cases}}} Vegeu la Figura 2. Per {\displaystyle t\neq 0} tenim que {\displaystyle \lim _{n}F_{n}(t)=F(t)}. Per tant, {\displaystyle X_{n}\mathrel {\mathop {\longrightarrow } \limits ^{\mathcal {D}}} X}.

### Exemple

Figura 3. Funció de distribució d'una variable uniforme en el conjunt {1/5,2/5,3/5,4/5, 1}

Sigui {\displaystyle X_{n}} una variable aleatòria uniforme discreta en el conjunt {\displaystyle \{{\tfrac {1}{n}},{\tfrac {2}{n}},\dots ,{\tfrac {n-1}{n}},1\}} i {\displaystyle X} una variable aleatòria uniforme contínua a l'interval [0,1]. Aleshores {\displaystyle X_{n}\mathrel {\mathop {\longrightarrow } \limits ^{\mathcal {D}}} X}. En efecte, la funció de distribució de {\displaystyle X_{n}} és (vegeu la Figura 3):{\displaystyle F_{n}(t)={\begin{cases}0,&{\text{si}}\ t<{\frac {1}{n}},\\[8pt]{\frac {1}{n}},&{\text{si}}\ t\in [{\frac {1}{n}},{\frac {2}{n}}),\\[8pt]{\frac {2}{n}},&{\text{si}}\ t\in [{\frac {2}{n}},{\frac {3}{n}}),\\[8pt]\ \vdots &\\{\frac {n-1}{n}},&{\text{si}}\ t\in [{\frac {n-1}{n}},1),\\[8pt]1,&{\text{si}}\ t\geq 1.\end{cases}}}Equivalentment, aquesta funció es pot escriure com {\displaystyle F_{n}(t)={\begin{cases}0,&{\text{si}}\ t<0,\\[8pt]{\frac {[nt]}{n}},&{\text{si}}\ t\in [0,1],\\[8pt]1,&{\text{si}}\ t>1,\end{cases}}}on {\displaystyle [a]} és la part entera del nombre {\displaystyle a}. D'altra banda, la funció de distribució de {\displaystyle X_{n}} és (vegeu la Figura 4): 

Figura 4. Funció de distribució d'una variable uniforme en el conjunt [0,1

{\displaystyle F(t)={\begin{cases}0,&{\text{si}}\ t<0,\\[8pt]t,&{\text{si}}\ t\in [0,1],\\[8pt]1,&{\text{si}}\ t>1,\end{cases}}}Atès que {\displaystyle F} és contínua a tot arreu, hem de veure la convergència {\displaystyle \lim _{n}F_{n}(t)=F(t)} per tot {\displaystyle t\in \mathbb {R} }, la qual cosa es dedueix del fet que {\displaystyle \lim _{n\to \infty }{\frac {[nt]}{n}}=t}.

### Una definició alternativa
De la següent propietat s'obté una definició alternativa:
{\displaystyle X_{n}\mathrel {\mathop {\longrightarrow } \limits ^{\mathcal {D}}} X} si i només si per qualsevol funció {\displaystyle f:\mathbb {R} \longrightarrow \mathbb {R} } afitada i contínua {\displaystyle \lim _{n\to \infty }E[f(X_{n})]=E[f(X)].\qquad (2)}Les convergències (1) i (2) semblen molt diferents. Per veure la seva relació, notem que {\displaystyle F_{n}(t)=P(X\leq t)=E{\big [}{\boldsymbol {1}}_{(-\infty ,t]}(X_{n}){\big ]}=E[f(X_{n})],}on {\displaystyle f(x)={\boldsymbol {1}}_{(-\infty ,t]}(x),} és la funció indicatriu del conjunt {\displaystyle (-\infty ,t]}; recordem que per un conjunt qualsevol {\displaystyle A}, {\displaystyle {\boldsymbol {1}}_{A}(x)={\begin{cases}1,&{\text{si}}\ x\in A,\\[5pt]0,&{\text{si}}\ x\not \in A.\end{cases}}} Però el pas de (1) a (2) no és directe ja la funció {\displaystyle f(x)={\boldsymbol {1}}_{(-\infty ,t]}(x)} no és contínua, i llavors cal fer una aproximació a {\displaystyle f} per funcions contínues.
Alguns autors prefereixen utilitzar la condició (2) per definir la convergència en distribució perquè es pot estendre directament a variables aleatòries definides en espais més generals.

Figura 5. Aproximació de Riemann a la integral (n=5).

Continuació de l'exemple de les variables uniformes. Sigui {\displaystyle f:\mathbb {R} \longrightarrow \mathbb {R} } contínua i afitada. Llavors {\displaystyle E[f(X_{n})]=\sum _{i=1}^{n}{\frac {1}{n}}f{\Big (}{\frac {i}{n}}{\Big )},} que convergeix a {\displaystyle \int _{0}^{1}f(x)\,dx=E[f(X)]}, ja que el sumatori anterior és una suma de Riemann que aproxima a la integral. Vegeu la Figura 5.

### Propietats de la convergència en distribució
1. Unicitat del límit. {\displaystyle \left.{\begin{array}{c}X_{n}\mathrel {\mathop {\longrightarrow } \limits ^{\mathcal {D}}} X\\\\X_{n}\mathrel {\mathop {\longrightarrow } \limits ^{\mathcal {D}}} Y\\\end{array}}\right\}\Longrightarrow X\quad {\text{i}}\quad Y\ {\text{tenen la mateixa distribució.}}}
2. Convergència en distribució de variables que només prenen valors naturals. Si les variables {\displaystyle X_{n}} i {\displaystyle X} només prenen valors naturals, aleshores {\displaystyle X_{n}\mathrel {\mathop {\longrightarrow } \limits ^{\mathcal {D}}} X} si i només si {\displaystyle \lim _{n\to \infty }P(X_{n}=k)=P(X=k),\quad \forall k\in \mathbb {N} .}
3. La convergència de les funcions de densitat implica la convergència en distribució. Suposem que totes les variables involucrades tenen funció de densitat, i designem per {\displaystyle f_{n}} la densitat de {\displaystyle X_{n}} i per {\displaystyle f} la densitat de {\displaystyle X}. Si per a tot {\displaystyle x\in \mathbb {R} ,} {\displaystyle \lim _{n}f_{n}(x)=f(x),} llavors {\displaystyle X_{n}\mathrel {\mathop {\longrightarrow } \limits ^{\mathcal {D}}} X}.
Aquest resultat és conseqüència de l'anomenat lema de Scheffé: Siguin {\displaystyle f_{n}} i {\displaystyle f} funcions de densitat. Si per a tot {\displaystyle x\in \mathbb {R} ,} {\displaystyle \lim _{n}f_{n}(x)=f(x),} llavors {\displaystyle \lim _{n\to \infty }\int _{-\infty }^{\infty }\vert f_{n}(x)-f(x)\vert \,dx=0.}

4. Composició amb una funció contínua.
{\displaystyle \left.{\begin{array}{c}X_{n}\mathrel {\mathop {\longrightarrow } \limits ^{\mathcal {D}}} X\\\\g:\mathbb {R} \longrightarrow \mathbb {R} \quad {\text{contínua}}\\\end{array}}\right\}\Longrightarrow g(X_{n})\mathrel {\mathop {\longrightarrow } \limits ^{\mathcal {D}}} g(X).}
5. Operacions amb successions convergents en distribució.
A. Si {\displaystyle X_{n}\mathrel {\mathop {\longrightarrow } \limits ^{\mathcal {D}}} X}, llavors:
(a) {\displaystyle X_{n}+a\mathrel {\mathop {\longrightarrow } \limits ^{\mathcal {D}}} X+a.}
(b) {\displaystyle a\,X_{n}\mathrel {\mathop {\longrightarrow } \limits ^{\mathcal {D}}} a\,X.}

B. Teorema de Slutsky. Si {\displaystyle X_{n}\mathrel {\mathop {\longrightarrow } \limits ^{\mathcal {D}}} X} i {\displaystyle Y_{n}\mathrel {\mathop {\longrightarrow } \limits ^{\mathcal {D}}} b}, on {\displaystyle b\in \mathbb {R} } és una constant, aleshores, 

(a) {\displaystyle X_{n}+Y_{n}\mathrel {\mathop {\longrightarrow } \limits ^{\mathcal {D}}} X+b.}
(b) {\displaystyle X_{n}\,Y_{n}\mathrel {\mathop {\longrightarrow } \limits ^{\mathcal {D}}} b\,X.}
(c) {\displaystyle X_{n}/Y_{n}\mathrel {\mathop {\longrightarrow } \limits ^{\mathcal {D}}} X/b}, si {\displaystyle b\neq 0}.
6. Vegeu més avall, a l'apartat de la convergència q.s., el teorema de representació de Skorohod.

### Convergència en distribució i funcions característiques
Les funcions característiques són una eina essencial per la convergència en llei. Els següents resultats són essencialment deguts al genial Paul Lévy.
Teorema. Designem per {\displaystyle \varphi _{n}} i {\displaystyle \varphi } les funcions característiques de {\displaystyle X_{n}} i {\displaystyle X} respectivament. {\displaystyle X_{n}\mathrel {\mathop {\longrightarrow } \limits ^{\mathcal {D}}} X\quad \Longleftrightarrow \quad \lim _{n\to \infty }\varphi (t)=\varphi (t),\ {\text{per a tot}}\ t\in \mathbb {R} .\qquad (3)}De fet, es té una propietat encara més forta: 
Teorema. Considerem una successió de variables aleatòries {\displaystyle X_{1},X_{2},\dots } Designem per {\displaystyle \varphi _{n}} la funció característica de {\displaystyle X_{n}}. Suposem que {\displaystyle \lim _{n\to \infty }\varphi (t)=\gamma (t),\ {\text{per a tot}}\ t\in \mathbb {R} ,} on {\displaystyle \gamma } és una funció contínua en el 0. Aleshores {\displaystyle \gamma } és una funció característica i existeix una variable aleatòria {\displaystyle X} amb funció característica {\displaystyle \gamma } i {\displaystyle X_{n}\mathrel {\mathop {\longrightarrow } \limits ^{\mathcal {D}}} X} .
Aquest últim teorema és important perquè estableix que no necessitem conèixer per endavant el límit de la successió. D'altra banda, proporciona un mètode per construir funcions característiques o reconèixer que determinada funció és una funció característica, la qual cosa no sempre és fàcil.
Exemple. Aproximació de la distribució binomial per una distribució de Poisson. Sigui {\displaystyle X_{1},X_{2},\dots } una successió de variables aleatòries tals que {\displaystyle X_{n}} té una distribució binomial de paràmetre {\displaystyle p_{n}}, 
amb {\displaystyle \lim _{n}n\,p_{n}=\lambda >0.} Aleshores {\displaystyle X_{n}\mathrel {\mathop {\longrightarrow } \limits ^{\mathcal {D}}} X} on {\displaystyle X} té una distribució de Poisson de paràmetre {\displaystyle \lambda }.
La prova consisteix senzillament en utilitzar que la funció característica d'una binomial {\displaystyle B(n,p_{n})} és {\displaystyle \varphi _{n}(t)={\big (}p_{n}e^{it}+1-p_{n}{\big )}^{n}={\big (}p_{n}(e^{it}-1)+1{\big )}^{n},}i calcular el límit tipus número e: és a dir, utilitzant que si {\displaystyle z_{1},z_{2},\dots } són nombres complexos tals que {\displaystyle \lim _{n}z_{n}=z\neq 0}, aleshores {\displaystyle \lim _{n\to \infty }(1+z_{n}/n)^{n}=e^{z}}. Llavors tenim {\displaystyle \lim _{n}\varphi _{n}(t)=\lim _{n}{\big (}p_{n}(e^{it}-1)+1)^{n}=\lim _{n}{\Big (}{\frac {np_{n}(e^{it}-1)}{n}}+1{\Big )}^{n}=e^{\lambda (e^{it}-1)},}que és, precisament, la funció característica d'una distribució de Poisson de paràmetre {\displaystyle \lambda }

Molt sovint per construir l'aproximació es pren {\displaystyle p_{n}=\lambda /n}, on {\displaystyle \lambda >0}. O, més general, es parteix d'una successió {\displaystyle \lambda _{1},\lambda _{2}\dots } tal que {\displaystyle 0<\lambda _{n}\leq n} {\displaystyle \lim _{n}\lambda _{n}=\lambda } i es pren {\displaystyle p_{n}=\lambda _{n}/n} .
Tal com hem comentat a l'exemple introductori, aquesta propietat també es formula dient una distribució binomial {\displaystyle B(n,p)} amb {\displaystyle n} gran, {\displaystyle p} petita, i {\displaystyle np} petita respecte a {\displaystyle n}, es pot aproximar per una distribució de Poisson de paràmetre {\displaystyle \lambda =np} .
Aquesta propietat és la formulació en termes de convergència en distribució de l'aproximació deguda a Poisson (1873).

### Cas multidimensional
La convergència en llei de vectors aleatoris de dimensió {\displaystyle k} es formula exactament igual com el cas de les variables aleatòries, ja sigui amb la definició (1) utilitzant funcions de distribució multidimensionals, o amb la (2) amb funcions {\displaystyle f:\mathbb {R} ^{k}\longrightarrow \mathbb {R} } afitades i contínues. L'equivalència amb la convergència de les corresponents funcions característiques també és certa. A la pràctica, però, el que més s'utilitza és el següent resultat degut a Cramer i Wold i que s'anomena <<Cramer-Wold device>>, que permet reduir el cas multidimensional a l'unidimensional.
Teorema. Sigui {\displaystyle {\boldsymbol {X}}_{1},{\boldsymbol {X}}_{2},\dots } una successió de vectors aleatoris {\displaystyle k} dimensionals i sigui {\displaystyle {\boldsymbol {X}}} un altre vector aleatori de dimensió {\displaystyle k}. Aleshores {\displaystyle {\boldsymbol {X}}_{n}\mathrel {\mathop {\longrightarrow } \limits ^{\mathcal {D}}} {\boldsymbol {X}}} si i només si tota combinació lineal de les components de {\displaystyle {\boldsymbol {X}}_{n}} convergeix en distribució a la mateixa combinació lineal de les components de {\displaystyle {\boldsymbol {X}}}.

## Convergència en probabilitat
Sigui {\displaystyle X_{1},X_{2},\dots } una successió de variables aleatòries i {\displaystyle X} una altra variable aleatòria definides en un espai de probabilitat {\displaystyle (\Omega ,{\mathcal {A}},P)}. Es diu que la successió convergeix en probabilitat a {\displaystyle X} si per qualsevol {\displaystyle \varepsilon >0}, {\displaystyle \lim _{n\to \infty }P(\vert X_{n}-X\vert \geq \varepsilon )=0.\qquad (4)}En aquest cas, s'escriu, {\displaystyle \lim _{n\to \infty }X_{n}=X,\quad {\text{en probabilitat}},} o 
{\displaystyle X_{n}\mathrel {\mathop {\longrightarrow } \limits ^{P}} X.}
Observacions.
1. La condició (4) és equivalent a {\displaystyle \lim _{n\to \infty }P(\vert X_{n}-X\vert <\varepsilon )=1}. Tant en aquesta condició com a (4) es poden canviar les desigualtats per desigualtats estrictes, ja que la condició ha de ser veritat per a qualsevol {\displaystyle \varepsilon >0}.
2. En paraules, aquesta convergència diu que la probabilitat que les variables {\displaystyle X_{n}} i {\displaystyle X} siguin gaire diferents (diferència més gran que {\displaystyle \varepsilon }) es tant petita com es vulgui quan {\displaystyle n\to \infty }.

Exemple. Suposem que les variables {\displaystyle X_{n}} venen donades per {\displaystyle X_{n}={\begin{cases}0,&{\text{amb probabilitat}}\ 1-{\frac {1}{n}},\\n,&{\text{amb probabilitat}}\ {\frac {1}{n}}.\end{cases}}}Vegem que {\displaystyle X_{n}\mathrel {\mathop {\longrightarrow } \limits ^{P}} 0}: en efecte, donat qualsevol {\displaystyle \varepsilon >0}, si {\displaystyle n>\varepsilon }, 
{\displaystyle P(\vert X_{n}-0\vert \geq \varepsilon )=P(X_{n}=n)={\frac {1}{n}}\mathrel {\mathop {\longrightarrow } \limits _{n\to \infty }} 0.}

### Propietats de la convergència en probabilitat
1. Unicitat de límit. El límit d'una successió convergent en probabilitat és únic (q.s.): {\displaystyle \left.{\begin{array}{l}X_{n}\mathrel {\mathop {\longrightarrow } \limits ^{P}} X\\X_{n}\mathrel {\mathop {\longrightarrow } \limits ^{P}} Y\end{array}}\right\}\quad \Longrightarrow \quad X=Y,\ {\text{q.s.}}}
2. Propietat de Cauchy. Si {\displaystyle X_{n}\mathrel {\mathop {\longrightarrow } \limits ^{P}} X} aleshores la successió és de Cauchy en probabilitat, és a dir, per a qualsevol {\displaystyle \varepsilon >0}, {\displaystyle \lim _{n,m\to \infty }P\{\vert X_{n}-X_{m}\vert \geq \varepsilon \}=0.} Recíprocament, si una successió és de Cauchy en probabilitat, aleshores convergeix en probabilitat.

3. Composició amb una funció contínua. {\displaystyle \left.{\begin{array}{c}X_{n}\mathrel {\mathop {\longrightarrow } \limits ^{P}} X\\\\g:\mathbb {R} \longrightarrow \mathbb {R} \quad {\text{contínua}}\\\end{array}}\right\}\Longrightarrow g(X_{n})\mathrel {\mathop {\longrightarrow } \limits ^{P}} g(X).}
4. Operacions amb successions convergents en probabilitat. {\displaystyle \left.{\begin{array}{l}X_{n}\mathrel {\mathop {\longrightarrow } \limits ^{P}} X\\Y_{n}\mathrel {\mathop {\longrightarrow } \limits ^{P}} Y\\h:\mathbb {R} ^{2}\longrightarrow \mathbb {R} \quad {\text{contínua}}\end{array}}\right\}\quad \Longrightarrow \quad h(X_{n},Y_{n})\mathrel {\mathop {\longrightarrow } \limits ^{P}} h(X,Y).}El mateix és cert per a {\displaystyle k} successions i {\displaystyle h:\mathbb {R} ^{k}\longrightarrow \mathbb {R} } contínua.

D'aquí es dedueix: {\displaystyle \left.{\begin{array}{l}X_{n}\mathrel {\mathop {\longrightarrow } \limits ^{P}} X\\Y_{n}\mathrel {\mathop {\longrightarrow } \limits ^{P}} Y\\\end{array}}\right\}\quad \Longrightarrow \quad X_{n}+Y_{n}\mathrel {\mathop {\longrightarrow } \limits ^{P}} X+Y\quad {\text{i}}\quad X_{n}\,Y_{n}\mathrel {\mathop {\longrightarrow } \limits ^{P}} X\,Y.}

5. Relacions amb la convergència en llei
(a) {\displaystyle X_{n}\mathrel {\mathop {\longrightarrow } \limits ^{P}} X\quad \Longrightarrow \quad X_{n}\mathrel {\mathop {\longrightarrow } \limits ^{\mathcal {D}}} X}.
(b) {\displaystyle X_{n}\mathrel {\mathop {\longrightarrow } \limits _{n\to \infty }^{\mathcal {D}}} a\quad \Longrightarrow \quad X_{n}\mathrel {\mathop {\longrightarrow } \limits _{n\to \infty }^{P}} a}, on {\displaystyle a} és una constant.
La propietat (a) també es formula dient que la convergència en probabilitat és més forta que la convergència en distribució, o que la convergència en distribució és més feble que la convergència en probabiliat.
6. Teorema de convergència dominada (vegeu a l'apartat de convergència en mitjana una altra versió d'aquest teorema). Suposem que {\displaystyle X_{n}\mathrel {\mathop {\longrightarrow } \limits _{n\to \infty }^{P}} X} i sigui {\displaystyle Y} una variable aleatòria positiva amb {\displaystyle E[Y]<\infty } tal que per a tot {\displaystyle n} tenim {\displaystyle \vert X_{n}\vert \leq Y} (es diu que la successió està dominada per {\displaystyle Y}). Aleshores totes les variables {\displaystyle X_{n}} i {\displaystyle X} tenen esperança finita i {\displaystyle \lim _{n\to \infty }E[X_{n}]=E[X].}

### Metrització de la convergència en probabilitat
Recordem que es diu que dues variables aleatòries {\displaystyle X} i {\displaystyle Y} són iguals quasi segurament (o amb probabilitat 1) si existeix un esdeveniment {\displaystyle N\in {\mathcal {A}}} de probabilitat zero, {\displaystyle P(N)=0}, tal que per a qualsevol {\displaystyle \omega \in N^{c}}{\displaystyle X(\omega )=Y(\omega ).} S'escriu {\displaystyle X=Y,\quad {\text{q.s.}}} Designem per {\displaystyle {\mathcal {L}}^{0}} el conjunt de totes les variables aleatòries, que és un espai vectorial. Definim la relació {\displaystyle X\sim Y\quad \Longleftrightarrow \quad X=Y,\ {\text{q.s.}}}Es demostra que és una relació d'equivalència i designem el conjunt quocient per {\displaystyle L^{0}}. En general s'utilitza la mateixa notació per a una variable aleatòria i per a la seva classe d'equivalència, i tàcitament es tracten les classes d'equivalència com si fossin variables aleatòries; això es pot fer perquè moltes propietats només depenen de la classe d'equivalència: per exemple, si un element d'una classe té esperança finita, aleshores tots els elements de la classe tenen esperança finita, i l'esperança és la mateixa per a tots. A {\displaystyle L^{0}} definim {\displaystyle d_{\text{Pr}}(X,Y)=E{\Big [}{\frac {\vert X-Y\vert }{1+\vert X-Y\vert }}{\Big ]}.}Es comprova que és una distància:
1. {\displaystyle d_{\text{Pr}}(X,Y)=d_{\text{Pr}}(Y,X).}
2. {\displaystyle d_{\text{Pr}}(X,Y)\geq 0\quad {\text{i}}\quad d_{\text{Pr}}(X,Y)=0\quad \Longleftrightarrow \quad X=Y.}
3. {\displaystyle d_{\text{Pr}}(X,Y)\leq d_{\text{Pr}}(X,Z)+d_{\text{Pr}}(Z,Y).}

Finalment, es demostra que 
{\displaystyle X_{n}\mathrel {\mathop {\longrightarrow } \limits _{n\to \infty }^{P}} X\quad \Longleftrightarrow \quad \lim _{n}d_{Pr}(X_{n},X)=0.}
Es diu que la convergència en probabilitat és metritzable. Aquesta és una propietat important, ja que les convergències en espais mètrics tenen moltes propietats que es poden aplicar directament a la convergència en probabiitat. Atès que hem vist que les successions de Cauchy en probabilitat són convergents en probabilitat, tenim que {\displaystyle L^{0}} amb la distància {\displaystyle d_{Pr}} és un espai mètric complet.

### Cas multidimensional
Sigui {\displaystyle {\boldsymbol {X}}_{1},{\boldsymbol {X}}_{2},\dots } una successió de vectors aleatoris {\displaystyle k} dimensionals i sigui {\displaystyle {\boldsymbol {X}}} un altre vector aleatori de dimensió {\displaystyle k}. Es diu que la successió convegeix en probabilitat a {\displaystyle {\boldsymbol {X}}} si per qualsevol {\displaystyle \varepsilon >0} ,{\displaystyle \lim _{n\to \infty }P(\Vert {\boldsymbol {X}}_{n}-{\boldsymbol {X}}\Vert \geq \varepsilon )=0,}on {\displaystyle \Vert \cdot \Vert } és la norma habitual de {\displaystyle \mathbb {R} ^{k}} : si {\displaystyle z=(z_{1},\dots .z_{k})\in \mathbb {R} ^{k}}, {\displaystyle \Vert {\boldsymbol {z}}\Vert =(\sum _{i=1}^{k}z_{i})^{1/2}} .
Tenim la següent propietat: siguin {\displaystyle {\boldsymbol {X}}_{1}=(X_{1}^{(1)},\dots ,X_{1}^{(k)})}, {\displaystyle {\boldsymbol {X}}_{2}=(X_{2}^{(1)},\dots ,X_{2}^{(k)})},..., i {\displaystyle {\boldsymbol {X}}=(X^{(1)},\dots ,X^{(k)})}. Aleshores {\displaystyle {\boldsymbol {X}}_{n}\mathrel {\mathop {\longrightarrow } \limits ^{P}} {\boldsymbol {X}}\quad \Longleftrightarrow \quad X_{n}^{(i)}\mathrel {\mathop {\longrightarrow } \limits ^{P}} X^{(i)},\ i=1,\dots ,k.}

## Convergència quasi segura
Sigui {\displaystyle X_{1},X_{2},\dots } una successió de variables aleatòries i {\displaystyle X} una altra variable aleatòria definides en un espai de probabilitat {\displaystyle (\Omega ,{\mathcal {A}},P)}. Es diu que la successió convergeix quasi segurament a {\displaystyle X} si sexisteix un esdeveniment {\displaystyle N\in {\mathcal {A}}} de probabilitat zero, {\displaystyle P(N)=0}, tal que per a qualsevol {\displaystyle \omega \in N^{c}}, {\displaystyle \lim _{n\to \infty }X_{n}(\omega )=X(\omega ).}S'escriu {\displaystyle \lim _{n\to \infty }X_{n}=X,\ {\text{q.s.}}\quad {\text{o}}\quad X_{n}\mathrel {\mathop {\longrightarrow } \limits ^{q.s.}} X.}Malgrat l'aparent simplicitat de la definició, en general és difícil provar la convergència q.s., ja que normalment es coneixen les probabilitats associades amb les variables, però no el seu valor per a cada {\displaystyle \omega }. El següent criteri és de molta utilitat. Noteu que el criteri diu que si una successió convergeix en probabilitat de manera ràpida aleshores hi ha convergència q.s.

### Criteri de convergència q.s.
Si per qualsevol {\displaystyle \varepsilon >0} tenim {\displaystyle \sum _{n}P\{\vert X_{n}-X\vert >\varepsilon \}<\infty ,}aleshores {\displaystyle X_{n}\mathrel {\mathop {\longrightarrow } \limits ^{q.s.}} X.}
Exemple 1. (Aquest exemple és trivial però ens ajudarà a veure la dificultat que comentavem abans.) Sigui {\displaystyle Y} una variable aleatòria i definim {\displaystyle X_{n}={\frac {1}{n}}\,Y.}Aleshores és evident que {\displaystyle X_{n}\mathrel {\mathop {\longrightarrow } \limits ^{q.s.}} 0.}Exemple 2. Sigui {\displaystyle Y_{1},\,Y_{2},\dots ,} una successió de variables aleatòries independents, totes amb la mateixa distribució (i.i.d.), amb esperança finita. Definim {\displaystyle X_{n}={\frac {1}{n}}\,Y_{n}.}Anem a veure que {\displaystyle X_{n}\mathrel {\mathop {\longrightarrow } \limits ^{q.s.}} 0.}Aquest cas, però, és completament diferent que l'exemple 1, ja que ara el valor de {\displaystyle Y_{n}(\omega )} pot canviar amb {\displaystyle n}. Malgrat que la convergència a 0 sembla força intuitiva, la demostració ja no és directa i utilitzarem el criteri de convergència q.s. Per qualsevol {\displaystyle \varepsilon >0} tenim {\displaystyle P\{\vert X_{n}-0\vert \geq \varepsilon \}=P\{\vert X_{n}\vert \geq \varepsilon \}=P\{\vert Y_{n}\vert \geq \varepsilon n\}=P{\Big \{}{\Big \vert }{\frac {Y_{1}}{\varepsilon }}{\Big \vert }\geq n{\Big \}},} ja que totes les variables {\displaystyle Y_{n}}tenen la mateixa distribució. Llavors, {\displaystyle \sum _{n=1}^{\infty }P{\Big \{}{\Big \vert }{\frac {Y_{1}}{\varepsilon }}{\Big \vert }\geq n{\Big \}}\leq E{\Big [}{\Big \vert }{\frac {Y_{1}}{\varepsilon }}{\Big \vert }{\Big ]}={\frac {1}{\varepsilon }}E[\vert Y_{1}\vert ]<\infty ,}on hem utilitzat que per una varible aleatòria positiva {\displaystyle Z} (vegeu), {\displaystyle \sum _{n=1}^{\infty }P\{Z\geq n\}\leq E[Z].}

### Propietats de la convergència q.s.
1. Unicitat del límit. Evidentment, el límit d'una successió convergent q.s. és únic q.s.
2. Operacions amb successions que convergeixen q.s. La convergència q.s. hereta moltes de les propietats de les successions de nombres reals. Per exemple, {\displaystyle \left.{\begin{array}{l}X_{n}\mathrel {\mathop {\longrightarrow } \limits _{n\to \infty }^{q.s.}} X\\Y_{n}\mathrel {\mathop {\longrightarrow } \limits _{n\to \infty }^{q.s.}} Y\\\end{array}}\right\}\quad \Longrightarrow \quad X_{n}+Y_{n}\mathrel {\mathop {\longrightarrow } \limits _{n\to \infty }^{q.s.}} X+Y\quad {\text{i}}\quad X_{n}\,Y_{n}\mathrel {\mathop {\longrightarrow } \limits _{n\to \infty }^{q.s.}} X\,Y.}
3. Composició amb funcions contínues. També tenim
{\displaystyle \left.{\begin{array}{c}X_{n}\mathrel {\mathop {\longrightarrow } \limits _{n\to \infty }^{q.s.}} X\\\\g:\mathbb {R} \longrightarrow \mathbb {R} \quad {\text{contínua}}\\\end{array}}\right\}\Longrightarrow g(X_{n})\mathrel {\mathop {\longrightarrow } \limits _{n\to \infty }^{q.s.}} g(X).}
4. Relacions entre la convergència q.s. i la convergència en probabilitat.
(a) La convergència q.s. iimplica la convergència en probabilitat:
{\displaystyle X_{n}\mathrel {\mathop {\longrightarrow } \limits _{n\to \infty }^{q.s.}} X\quad \Longrightarrow \quad X_{n}\mathrel {\mathop {\longrightarrow } \limits _{n\to \infty }^{P}} X.}
Es diu que la convergència q.s. és més forta que la convergència en probabilitat, o que la convergència en probabilitat és més feble que la convergència q.s. Com a conseqüència de les propetats de la convergència en probabilitat, es té que la convergència q.s. també és més forta que la convergència en distribució.
(b) Si {\displaystyle X_{n}\mathrel {\mathop {\longrightarrow } \limits ^{P}} X}, aleshores existeix una successió parcial {\displaystyle X_{n_{1}},X_{n_{2}},\dots ,} tal que {\displaystyle X_{n_{j}}\mathrel {\mathop {\longrightarrow } \limits ^{q.s.}} X}
5. Teorema de convergència dominada (vegeu a l'apartat de convergència en mitjana una altra versió d'aquest teorema). El teorema de convergència dominada també és veritat si tenim convergència q.s. Suposem que {\displaystyle X_{n}\mathrel {\mathop {\longrightarrow } \limits _{n\to \infty }^{q.s}} X} i sigui {\displaystyle Y} una variable aleatòria positiva amb {\displaystyle E[Y]<\infty } tal que per a tot {\displaystyle n} tenim {\displaystyle \vert X_{n}\vert \leq Y}. Aleshores totes les variables {\displaystyle X_{n}} i {\displaystyle X} tenen esperança finita i
{\displaystyle \lim _{n\to \infty }E[X_{n}]=E[X].}6. Teorema de representació de Skorohod. Suposem que {\displaystyle X_{n}\mathrel {\mathop {\longrightarrow } \limits ^{\mathcal {D}}} X}. Aleshores existeix un espai de probabilitat {\displaystyle (\Omega ',{\mathcal {A}}',P')}, una successió de variables aleatòries {\displaystyle X_{1}',X_{2}',\dots } i una variable aleatòria {\displaystyle X'}, definides en aquest espai, tals que: 
1. Per a {\displaystyle n\geq 1}, {\displaystyle X_{n}} i tenen {\displaystyle X_{n}'} la mateixa distribució.
2. {\displaystyle X} i {\displaystyle X'} tenen la mateixa distribució.
3. {\displaystyle X_{n}'\mathrel {\mathop {\longrightarrow } \limits ^{q.s.}} X'}

## Convergència en mitjana d'ordrep
Considerem un nombre real {\displaystyle p>0} i sigui {\displaystyle X_{1},X_{2},\dots } una successió de variables aleatòries i {\displaystyle X} una altra variable aleatòria definides en un espai de probabilitat {\displaystyle (\Omega ,{\mathcal {A}},P)}, totes les variables amb moment d'ordre {\displaystyle p}, és a dir, {\displaystyle E[\vert X_{n}\vert ^{p}]<\infty } i {\displaystyle E[\vert X\vert ^{p}]<\infty }. Direm que la successió convergeix a {\displaystyle X} en mitjana d'ordre {\displaystyle p} o en {\displaystyle L^{p}} si
{\displaystyle \lim _{n\to \infty }E{\big [}\vert X_{n}-X\vert ^{p}{\big ]}=0.}
En aquest cas s'escriu {\displaystyle \lim _{n\to \infty }X_{n}=X,\ {\text{en mitjana d'ordre}}\ p\ {\text{o}}\ {\text{en}}\ L^{p},} o bé {\displaystyle X_{n}\mathrel {\mathop {\longrightarrow } \limits ^{m_{p}}} X\quad {\text{o}}\quad X_{n}\mathrel {\mathop {\longrightarrow } \limits ^{L^{p}}} X.}Quan {\displaystyle p=1} s'anomena convegència en mitjana i {\displaystyle p=2} convergència en mitjana quadràtica.

### Propietats de la convergència en mitjana d'ordrep{\displaystyle {\boldsymbol {p}}}
1. Unicitat del límit. El límit d'una successió convergent en mitjana d'ordre {\displaystyle p} és únic q.s.
2. Si {\displaystyle 0<r<s}, i {\displaystyle X_{n}\mathrel {\mathop {\longrightarrow } \limits ^{L^{s}}} X}, llavors {\displaystyle X_{n}\mathrel {\mathop {\longrightarrow } \limits ^{L^{r}}} X}.
3. Convergència dels moments. Si {\displaystyle X_{n}\mathrel {\mathop {\longrightarrow } \limits ^{L^{p}}} X}, llavors{\displaystyle \lim _{n\to \infty }E[X_{n}^{p}]=E[X^{p}]\quad {\text{i}}\quad \lim _{n\to \infty }E[\vert X_{n}\vert ^{p}]=E[\vert X\vert ^{p}].}En particular, aplicant les propietats 2 i 3, si {\displaystyle p=2}, tenim que {\displaystyle \lim _{n\to \infty }{\text{Var}}(X_{n})={\text{Var}}(X).}
4. Operacions amb successions.
(a) {\displaystyle \left.{\begin{array}{l}X_{n}\mathrel {\mathop {\longrightarrow } \limits ^{L^{p}}} X\\Y_{n}\mathrel {\mathop {\longrightarrow } \limits ^{L^{p}}} Y\\\end{array}}\right\}\quad \Longrightarrow \quad X_{n}+Y_{n}\mathrel {\mathop {\longrightarrow } \limits ^{L^{p}}} X+Y.}
(b) {\displaystyle \left.{\begin{array}{l}X_{n}\mathrel {\mathop {\longrightarrow } \limits ^{L^{2}}} X\\Y_{n}\mathrel {\mathop {\longrightarrow } \limits ^{L^{2}}} Y\\\end{array}}\right\}\quad \Longrightarrow \quad X_{n}\,Y_{n}\mathrel {\mathop {\longrightarrow } \limits ^{L^{1}}} X\,Y.}
(c) Més generalment, si {\displaystyle p>1} i {\displaystyle 1/p+1/q=1}, aleshores {\displaystyle \left.{\begin{array}{l}X_{n}\mathrel {\mathop {\longrightarrow } \limits ^{L^{p}}} X\\Y_{n}\mathrel {\mathop {\longrightarrow } \limits ^{L^{q}}} Y\\\end{array}}\right\}\quad \Longrightarrow \quad X_{n}\,Y_{n}\mathrel {\mathop {\longrightarrow } \limits ^{L^{1}}} X\,Y.}
(d) Si les variables {\displaystyle X_{n},n\geq 1} i {\displaystyle X} són independents de les variables {\displaystyle Y_{n},n\geq 1} i {\displaystyle Y}, aleshores {\displaystyle \left.{\begin{array}{l}X_{n}\mathrel {\mathop {\longrightarrow } \limits ^{L^{1}}} X\\Y_{n}\mathrel {\mathop {\longrightarrow } \limits ^{L^{1}}} Y\\\end{array}}\right\}\quad \Longrightarrow \quad X_{n}\,Y_{n}\mathrel {\mathop {\longrightarrow } \limits ^{L^{1}}} X\,Y.}
5. Propietat de Cauchy. Si {\displaystyle X_{n}\mathrel {\mathop {\longrightarrow } \limits ^{L^{p}}} X}, aleshores la successió {\displaystyle X_{1},X_{2},\dots } és de Cauchy en mitjana d'ordre {\displaystyle p}: {\displaystyle \lim _{n,m\to \infty }E{\big [}\vert X_{n}-X_{m}\vert ^{p}{\big ]}=0.}
Recíprocament, tota successió de Cauchy en mitjana d'ordre {\displaystyle p} convergeix en mitjana d'ordre {\displaystyle p}.

6. La convergència en mitjana d'ordre {\displaystyle p} implica la convergència en probabilitat: {\displaystyle X_{n}\mathrel {\mathop {\longrightarrow } \limits _{n\to \infty }^{L^{p}}} X\quad \Longrightarrow \quad X_{n}\mathrel {\mathop {\longrightarrow } \limits _{n\to \infty }^{P}} X.}
7. Teorema de convergència dominada. Suposem que {\displaystyle X_{n}\mathrel {\mathop {\longrightarrow } \limits ^{q.s.}} X} o {\displaystyle X_{n}\mathrel {\mathop {\longrightarrow } \limits ^{P}} X} i sigui {\displaystyle Y} una variable aleatòria positiva amb {\displaystyle E[Y^{p}]<\infty } tal que per a tot {\displaystyle n} tenim {\displaystyle \vert X_{n}\vert \leq Y}, aleshores {\displaystyle X_{n}\mathrel {\mathop {\longrightarrow } \limits ^{L^{p}}} X}.

### EspaisLp{\displaystyle {\boldsymbol {L^{p}}}}
Els espais {\displaystyle L^{p}} corresponents a un espai de probabilitat són un cas particular dels espais {\displaystyle L^{p}} associats a un espai de mesura general, i aquí ens limitarem a comentar les propietats relacionades amb la convergència de variables aleatòries. Designarem per {\displaystyle {\mathcal {L}}^{p}} el conjunt de les variables aleatòries amb moment d'ordre {\displaystyle p}. Es tracta d'un espai vectorial. A l'igual com hem fet en l'apartat de la convergència en probabilitat, considerem la relació d'equivalència {\displaystyle X\sim Y\quad \Longleftrightarrow \quad X=Y,\ {\text{q.s.}}} i designem per {\displaystyle L^{p}} el conjunt quocient.

Quan {\displaystyle 0<p<1}, definim {\displaystyle d_{p}(X,Y)=E{\big [}\vert X-Y\vert ^{p}],}que és una distància a {\displaystyle L^{p}}.
Quan {\displaystyle p\geq 1,} tenim que {\displaystyle \Vert X\Vert _{p}={\big (}E[X^{p}]{\big )}^{1/p}}és una norma en {\displaystyle L^{p}} i
defineix una distància en aquest espai:{\displaystyle d_{p}(X,Y)=\Vert X-Y\Vert _{p}.}En ambdós casos tenim que {\displaystyle X_{n}\mathrel {\mathop {\longrightarrow } \limits _{n\to \infty }^{L^{p}}} X\quad \Longleftrightarrow \quad \lim _{n}d_{p}(X_{n},X)=0.}La propietat de Cauchy que hem esmentant abans implica que els espais mètrics {\displaystyle L^{p}} són complets. A més, quan {\displaystyle p\geq 1,} {\displaystyle L^{p}} és un espai de Banach.
El cas {\displaystyle p=2} mereix atenció especial, ja que es pot definir un producte escalar: {\displaystyle <X,Y>=E[X\,Y].}Aleshores {\displaystyle L^{2}} és un espai de Hilbert.